# 350-talet f.Kr.

## Händelser
- 356 f.Kr. - Artemistemplet i Efesos förstörs.
- 350 f.Kr. - Mausoleet i Halikarnassos byggs.

## Födda
- 359 f.Kr. – Filip III av Makedonien, kung av Makedonien.
- 20 juli 356 f.Kr. – Alexander den store, kung av Makedonien.
- 350 f.Kr. – Kassandros, kung av Makedonien.

## Avlidna
- 359 f.Kr. – Perdikkas III, kung av Makedonien.
- 358 f.Kr. – Artaxerxes II, persisk storkung.